# 智頭急行智頭線
智頭線（ちずせん）は、兵庫県赤穂郡上郡町の上郡駅から鳥取県八頭郡智頭町の智頭駅に至る智頭急行の鉄道路線である。
京阪神・山陽地域と鳥取を結ぶ高速路線として建設され、全線の約43%（全41本、総延長24.4 km）がトンネルで占められている。優等列車として特急「スーパーはくと」・「スーパーいなば」が運転されている。

## 路線データ
- 管轄（事業種別）：智頭急行（第一種鉄道事業者）
- 路線距離（営業キロ）：56.1 km
- 軌間：1,067 mm
- 駅数：14駅（起終点駅含む、信号場を含まない）
- 複線区間：なし（全線単線）
- 電化区間：なし（全線非電化）
- 閉塞方式：自動閉塞式
- 保安装置：ATS-P
- 最高速度：130 km/h[1]
- 最長トンネル：志戸坂トンネル (5,592 m)
- 最小曲線半径：260 m
- 最急勾配：26 パーミル
- 建設主体：日本鉄道建設公団（現 独立行政法人 鉄道建設・運輸施設整備支援機構）
- IC乗車カード対応区間：なし

## 歴史
智頭線の歴史は、1892年（明治25年）に山陰・山陽連絡線の一つとして姫路 - 鳥取間を結ぶ鉄道建設運動が起きたことから始まる。姫路から佐用を通り、智頭線・因美線に沿って鳥取に至るルートは、江戸時代から因幡街道として鳥取藩の参勤交代にも使われていた。明治時代に幹線鉄道建設の枠組みを定めた鉄道敷設法では、「山陰及山陽連絡線」の部に「兵庫県下姫路近傍ヨリ鳥取県下鳥取ニ至ル鉄道又ハ岡山県下岡山ヨリ津山ヲ経テ鳥取県下米子及境ニ至ル鉄道若ハ岡山県下倉敷又ハ玉島ヨリ鳥取県下境ニ至ル鉄道」として定められた。鉄道技術者の仙石貢が中心となって実際のルートの選定が行われ、
1. 姫路 - 鳥取 - 境
2. 網干 - 鳥取 - 境
3. 龍野 - 鳥取 - 境
4. 上郡 - 鳥取 - 境
5. 和気 - 倉吉 - 境
6. 岡山 - 勝山 - 境
7. 倉敷 - 境
8. 和気 - 勝山 - 境
9. 岡山 - 倉吉 - 境

の9つのルートが検討された。このうち1.のルートが智頭線の佐用 - 智頭間を、4.のルートが全区間を通る。一旦は1.のルートが採択されたが、その後山陰への鉄道は姫路からではなく和田山から建設されることになり（現在の山陰本線）、智頭線の建設は白紙となった。
1922年（大正11年）の改正鉄道敷設法では、第85号に「兵庫県上郡ヨリ佐用ヲ経テ鳥取県智頭ニ至ル鉄道」として予定線の一つに盛り込まれた。1934年（昭和9年）に関係する兵庫・岡山・鳥取の18市町村により「智頭・佐用線鉄道期成会」を結成して鉄道建設促進を訴えたが、第二次世界大戦の戦火により一旦は中断となった。大戦後、1950年（昭和25年）に「智頭・上郡線鉄道敷設期成同盟会」として再度建設促進運動が開始された。1961年（昭和36年）調査線、1962年（昭和37年）に工事線として採択され、1964年（昭和39年）3月23日に発足したばかりの日本鉄道建設公団（鉄道公団）に対して、4月22日に智頭線建設の基本計画を基に「工事実施計画の指示」が行われた。1966年（昭和41年）4月7日に「智頭線上郡・智頭間工事実施計画」の認可を運輸大臣に申請し、5月10日に認可を受け、6月21日に着工に至った。当初の計画では、1973年（昭和48年）春の開業予定であった。特急の使用車両はキハ181系気動車と決めていた。
当初の工事実施計画では、線内最高速度は95 km/hで、岩木信号場と宮本武蔵駅は計画に含まれていなかった。また、上郡駅を出発してから500 mほどは山陽本線の上り線と共用になっており、佐用駅の起点側少しのところに山脇信号場を設置して既設の姫新線に合流し、佐用駅は姫新線のものを改築して利用し、佐用駅から再度分岐する構造で計画されていた。認可時の駅の仮称は、上郡、苔縄、河野原、久崎、山脇信号場、佐用、平福、下石井、大原町、西粟倉、影石、山郷、因幡山形、智頭となっていた。工事費は89億9040万円と見積もられていた。
1975年（昭和50年）1月31日の工事実施計画変更で、山脇信号場により姫新線に合流する計画が廃止となり、立体交差で姫新線を乗り越える計画となった。これは佐用駅の構内配線や線路容量・運転保安上の問題などからで、この計画により工事費は229億円の見積もりに変更された。さらに1979年（昭和54年）3月30日の工事実施計画変更では、やはり線路容量上の問題から上郡駅構内での山陽本線との線路共用をやめて別線にすることになった。この際に、立体交差で山陽本線の上下線の間に入り、また上郡駅の島式ホームに切り欠きホームを設けて智頭線内ローカル列車の折り返しを行うようになった。この計画での工事費は300億6900万円と見積もられた。
ところが国鉄の経営悪化が進んだことから、1980年（昭和55年）に日本国有鉄道経営再建促進特別措置法（国鉄再建法）が成立し、12月27日に施行された。この法律では、鉄道公団が建設中のAB線（地方鉄道新線）のうち、輸送密度の見込みが4,000 人/日を下回るものについて予算執行の凍結を定めていた。智頭線の予想輸送密度は3,900 人/日とわずかに基準に届かなかったことから、用地の95 %、路盤の30 %、軌道の10 %の進捗に達していた段階で工事が中止となった。
国鉄再建法では鉄道公団の工事凍結線について、地元地方自治体により引き受けて第三セクター方式で開業させることが可能であることを定めていた。1983年（昭和58年）に鳥取県知事に就任した西尾邑次は、鳥取県内の特定地方交通線である倉吉線（1985年廃止、バス転換）と若桜線（1987年若桜鉄道に転換）の処理にめどをつけるとともに、智頭線の建設再開へ向けて取り組んだ。国鉄智頭線建設促進期成同盟会では、専門機関に委託して第三セクター方式による経営の可能性を探った。1985年（昭和60年）に出た調査結果では、「ローカル輸送のみでは赤字、国鉄と直通の特急列車を含めれば黒字」という結論が得られ、これを前提として国鉄や運輸省との交渉が行われた。この予測では、通過旅客数1,652 人/日と見積もられていたが、国鉄側はそれほどの乗客はないだろうと懐疑的であった。実際に開通すると、この倍に達する輸送実績を残している。西尾鳥取県知事は同年11月28日に兵庫県知事と、11月29日に岡山県知事と会談を行い、第三セクター化の方向が事実上決定した。1986年（昭和61年）1月10日に期成同盟会の名称を「智頭線建設促進期成同盟会」に変更し、第三セクター会社の設立準備組織とした。3月31日に鳥取・岡山・兵庫3県での出資割合の覚書を締結し、4月11日に「智頭鉄道株式会社」の設立発起人会、5月30日に創立総会を行って、5月31日に設立登記が行われた。11月27日に鉄道事業免許申請を行い、12月25日に交付を受けて、翌1987年（昭和62年）1月27日に工事が再開された。建設費は413億円に改定された。
鳥取方面へは当時まだ鳥取自動車道は開通していなかったが、高速道路の建設が進むことは自明であり、高速バスの所要時間に打ち勝てるだけの高速化を図っておくことが、智頭線の経営上必要であると考えられた。1989年（平成元年）頃、新幹線建設の見込みがない鳥取方面への高速輸送のため、当初予定になかった高規格化工事の検討が始まった。鉄道公団での試算によれば、キハ181系気動車による最高速度95 km/hでの上郡 - 智頭間の所要時間を基準として、2000系振り子式気動車による非電化・最高速度130 km/hによる試算で11分30秒短縮で所要16億円、381系振り子式電車による電化・最高速度130 km/hによる試算で12分45秒短縮で所要68億円、381系振り子式電車による電化・最高速度160 km/hによる試算で15分45秒短縮で所要116億円と計算された。電化や160 km/h対応の高速化では、必要投資額に比べて得られる時間短縮幅が小さく、また乗り入れ先の西日本旅客鉄道（JR西日本）因美線智頭駅 - 鳥取駅間の電化・高速化工事費用に約40億円かかり、当時のJR西日本の経営事情から早期開業が困難であることから、電化と160 km/h対応は断念することになった。こうして単線非電化130 km/h対応での高速化工事が決定された。この時点で用地買収は95 %まで進捗し、軌道敷設も10 %ほど進んでいたので、これを生かす形での改良が行われ、河野原円心駅および久崎駅の一線スルー化改良、その他の駅の分岐器の高速分岐器化、カント向上などが実施された。因美線の自動信号化工事と合わせると23億円と見積もられたが、その後の建設費縮減努力により実際の費用は21億5600万円となった。
1991年（平成3年）9月18日に智頭鉄道から事業基本計画の変更認可申請書が提出され、11月19日に認可された。またJR西日本区間についても11月8日に鉄道施設変更認可申請が出され、12月19日に認可された。12月24日に鉄道公団に対して鉄道施設建設の申し出がなされ、1992年（平成4年）3月12日に高速化対応工事に着手した。
1994年（平成6年）12月3日に開業を迎えた。当初は、新大阪 - 鳥取・倉吉間に智頭急行のHOT7000系車両による特急「スーパーはくと」が3往復、JR西日本のキハ181系車両による特急「はくと」が臨時で1往復設定された。また普通列車は上郡 - 大原間で17往復、大原 - 智頭間で12往復設定された。なお、貨物列車・快速列車は設定されなかった。
開業後まもない、1995年（平成7年）1月17日未明に阪神・淡路大震災が発生し、京阪神方面への直通特急列車は全列車運休に追い込まれた。1月23日から姫路 - 鳥取間で運転を再開したものの、大阪への直通が再開するのは4月1日まで待つことになった。しかしその後は順調に直通特急の需要は伸びていった。1996年（平成8年）3月16日のダイヤ改正では、京都と鳥取を山陰本線経由で4時間弱かけて結んでいた特急「あさしお」が廃止され、「あさしお」に使用されていたキハ181系車両を利用して「はくと」が2往復増発された。また「スーパーはくと」を含めて全列車が京都始終着に延長された。さらに1997年（平成9年）3月8日のダイヤ改正ではHOT7000系車両が1編成増備されて「スーパーはくと」は5往復となり、同年11月29日のダイヤ改正でもさらに1編成増備されて全列車が「スーパーはくと」となった。また、それまで津山線・因美線経由で岡山と鳥取を結んでいた急行「砂丘」が廃止されて、智頭急行線経由でキハ181系を使用した特急「いなば」として3往復設定されるようになった。2003年（平成15年）10月1日からは、キハ187系を使用した特急「スーパーいなば」となり、5往復に増発されている。

### 年表

#### 智頭線の開業まで
- 1922年（大正11年）：改正鉄道敷設法第85号に予定線として記載される。
- 1961年（昭和36年）：鉄道建設審議会により調査線として採択される。
- 1962年（昭和37年）：鉄道建設審議会により工事線として採択される。
- 1964年（昭和39年）4月22日：運輸大臣により智頭線建設の基本計画が定められ、「工事実施計画の指示」が日本鉄道建設公団に対してなされる。
- 1966年（昭和41年）
  - 4月7日：工事実施計画の認可を運輸大臣に申請。
  - 5月10日：工事実施計画認可。
  - 5月29日：起工式開催[17]。
  - 6月21日：智頭線建設に着工。
- 1975年（昭和50年）1月31日：山脇信号場の計画を廃止し、姫新線と立体交差にするように工事実施計画が変更される。
- 1979年（昭和54年）3月30日：上郡駅構内の山陽本線との共用区間をやめて別線とし、上郡駅島式ホームに切り欠きホームを設けるように工事実施計画が変更される。
- 1980年（昭和55年）12月27日：国鉄再建法施行に伴い工事凍結。
- 1986年（昭和61年）
  - 10月22日：国鉄再建法第14条第1項に基づく新線建設の特例として告示。
  - 11月27日：地方鉄道法第12条に基づく地方鉄道事業免許を申請。
  - 12月25日：橋本龍太郎運輸大臣から西尾鳥取県知事（智頭鉄道代表取締役社長）に対して地方鉄道事業の免許状を交付。智頭鉄道（当時）[注 1]より工事施行認可申請。
  - 12月26日：工事施行認可。
  - 12月27日：鉄道公団が工事施行するよう公団工事の申請を行う。
- 1987年（昭和62年）1月27日：運輸大臣から鉄道公団総裁に対して「工事実施計画の指示」を行う。智頭線建設工事再開。
- 1991年（平成3年）
  - 9月18日：高速化対応の事業基本計画変更認可申請提出。
  - 11月8日：JR西日本因美線区間の鉄道施設変更認可申請提出。
  - 11月19日：高速化対応の事業基本計画変更認可。
  - 12月19日：JR西日本因美線区間の鉄道施設変更認可。
  - 12月24日：鉄道公団に対して智頭鉄道高速化対応の鉄道施設建設の申し出がなされる。
- 1992年（平成4年）
  - 3月12日：高速化対応工事に着手。
  - 4月2日：11時15分ごろ、平福駅付近で6両編成の工事用列車に別の工事用列車が衝突し、作業員3名が圧死する事故が発生[18]。
- 1994年（平成6年）6月23日：大原駅構内でレール締結式を行い、全線でレール敷設を完了する[19]。

#### 智頭線の開業
- 1994年（平成6年）12月3日：智頭線が開業[13]。特急「スーパーはくと」3往復、臨時の特急「はくと」1往復、普通17往復[14]。
- 1995年（平成7年）
  - 1月17日：阪神・淡路大震災により、すべての特急列車が運休となる。
  - 1月23日：姫路駅 - 鳥取駅間での特急列車運転を再開。
  - 4月1日：東海道本線・山陽本線が復旧し、特急列車の通常運転を再開。
- 1996年（平成8年）3月16日：ダイヤ改正により、特急「スーパーはくと」「はくと」が京都駅発着になる。「はくと」2往復増発。
- 1997年（平成9年）
  - 3月8日：ダイヤ改正により特急「スーパーはくと」が5往復に、特急「はくと」が1往復になる[20]。
  - 8月10日：HOT7000系の一部編成でグリーン車の連結を開始。
  - 11月29日：ダイヤ改正により、京阪神方面の特急列車はすべてHOT7000系使用の「スーパーはくと」となり、6往復になる。全列車にグリーン車を連結。キハ181系使用の特急「いなば」が岡山 - 鳥取間で3往復運転開始[21]。
- 2003年（平成15年）10月1日：「いなば」の車両をキハ187系に置き換えて「スーパーいなば」とし、5往復に増発[22]。
- 2009年（平成21年）
  - 8月10日：台風9号接近に伴う豪雨で、一部区間が不通になる[23]。
  - 8月29日：通常運転が再開[23]。

## 運行形態

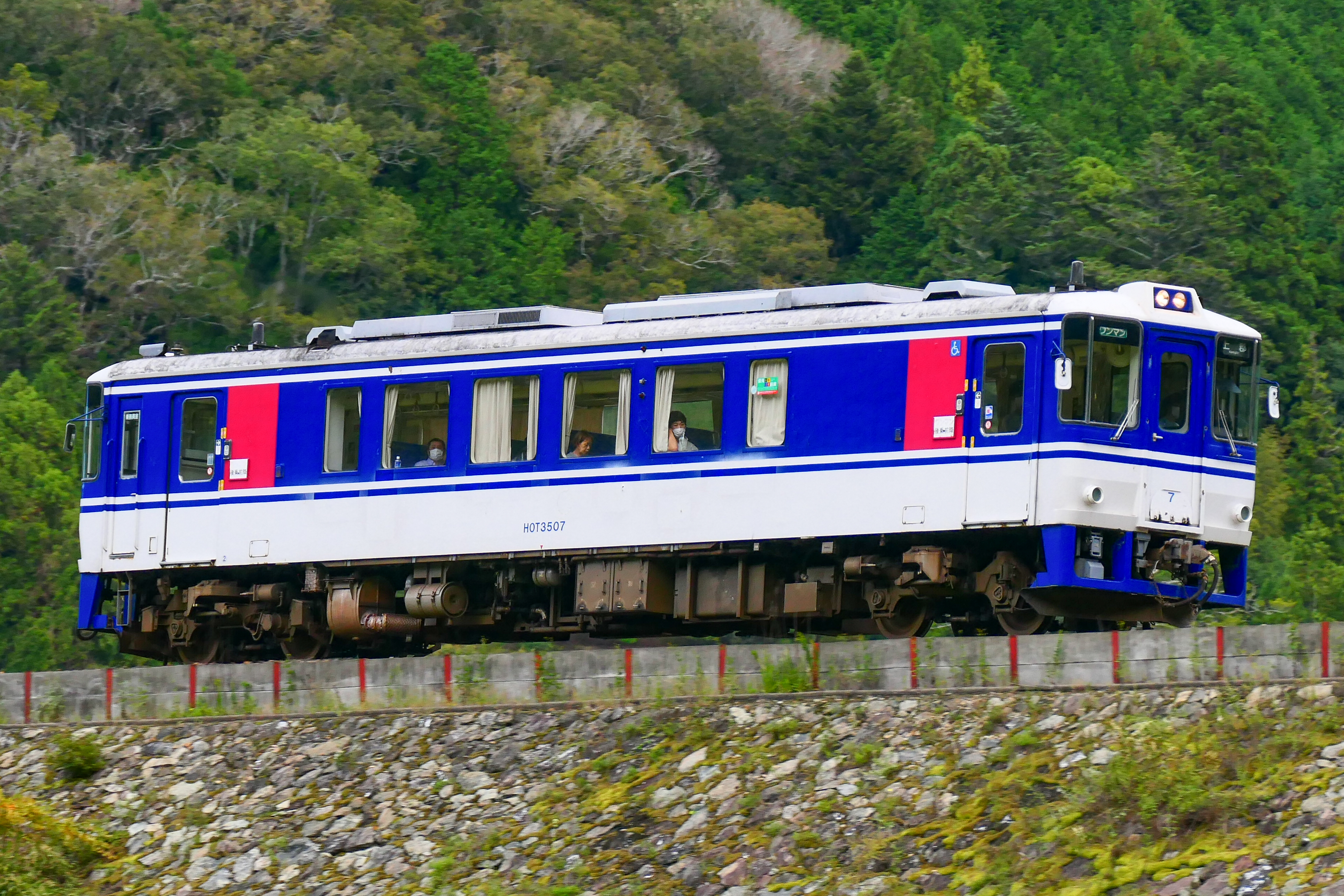
河野原円心 - 苔縄間を走行する上郡行き普通列車

京都駅・大阪駅 - 鳥取駅・倉吉駅間の特急「スーパーはくと」（8往復）や岡山駅 - 鳥取駅間の特急「スーパーいなば」（6往復）が経由している。
特急「スーパーはくと」が130km/h、特急「スーパーいなば」は120km/h運転を行っている。その間を縫うように自社車両による普通列車が上郡駅 - 大原駅 -  智頭駅間で運転されており、一部の列車は鳥取駅まで乗り入れる。普通列車は、上郡駅 - 智頭駅間で110km/h運転を行っている。なお、単線のため、特急同士の列車交換による運転停車や、上下線特急の待避のため、大原駅で10分程度停車する普通列車も存在する。
2020年3月14日時点で、普通列車の運転本数は以下の通りとなっている（下り・上りは智頭線内の場合。因美線直通列車は智頭駅 - 鳥取駅間で下り・上りが逆転する）。
- 上郡駅 - 大原駅間：下り8本・上り7本
- 上郡駅 - 智頭駅間：7往復
- 上郡駅 - 鳥取駅間：下り1本・上り2本
- 大原駅 - 智頭駅間：2往復
- 大原駅 - 鳥取駅間：下り1本

上郡駅 - 大原駅間は1時間に1本程度、大原駅 - 智頭駅間は1-2時間に1本程度、普通列車が運行されている。上郡駅 - 鳥取駅間を運行する普通列車は鳥取行き1本・上郡行き2本。2009年3月14日改正から1年間は当該列車の設定が1本もなかった。
JR西日本と智頭急行の双方に特急列車が直通しており、車両使用料は直通相手方にそれぞれ支払っている。運行本数や走行距離が異なるため、「スーパーはくと」と「スーパーいなば」の間では完全な相殺にはなっていない。普通列車もJR線への直通があるため、智頭急行はJR西日本から車両使用料を受け取っている。

## 利用状況
兵庫県南部含む山陽地方と山陰地方の都市間輸送の主役である特急の輸送量は多いが、普通列車については当線が三県にまたがっており、上郡駅、佐用駅、智頭駅の周辺には高校があるが、同一通学区である兵庫県内以外は学区の制約があり、通学利用は少ない。このため陰陽連絡路線としての役割が色濃い路線となっている。
岡山県では高校再編で、旧大原町にあった岡山県立大原高等学校が、岡山県立林野高等学校（美作市・姫新線林野駅が最寄駅で、駅から高校までは徒歩で約25分）に統合されたが、姫新線の運転本数が近年削減されていることもあり林野高等学校への列車通学は事実上困難である。普通列車が高速であるため、岡山県の沿線でも県内和気町にある岡山県立和気閑谷高等学校へは、上郡駅経由での通学も不可能ではないダイヤであるが、ここでも学区の制約が生じる。なお、2019年春からは沿線の西粟倉村及び美作市の旧大原町・東粟倉村地区から兵庫県立佐用高等学校への越県通学が可能となる。

### 輸送実績
智頭線の輸送実績を下表に記す。
表中、輸送人員の単位は万人。輸送人員は年度での値。表中、最高値を赤色で、最高値を記録した年度以降の最低値を青色で、最高値を記録した年度以前の最低値を緑色で表記している。
| 年度別輸送実績     | 年度別輸送実績                  | 年度別輸送実績                  | 年度別輸送実績                  | 年度別輸送実績                  | 年度別輸送実績  | 年度別輸送実績 |
| 年度               | 輸送実績（乗車人員）：万人/年度 | 輸送実績（乗車人員）：万人/年度 | 輸送実績（乗車人員）：万人/年度 | 輸送実績（乗車人員）：万人/年度 | 輸送密度 人/1日 | 特記事項       |
| ------------------ | ------------------------------- | ------------------------------- | ------------------------------- | ------------------------------- | --------------- | -------------- |
| 年度               | 通勤 定期                       | 通学 定期                       | 定期外                          | 合計                            | 輸送密度 人/1日 | 特記事項       |
| 1994年（平成6年）  | 0.6                             | 1.1                             | 19.3                            | 21.0                            | 1,251           |                |
| 1995年（平成7年）  | 3.0                             | 8.9                             | 80.9                            | 92.8                            | 2,012           |                |
| 1996年（平成8年）  | 3.5                             | 8.5                             | 85.9                            | 97.9                            | 2,210           |                |
| 1997年（平成9年）  | 3.1                             | 11.0                            | 97.8                            | 111.9                           | 2,525           |                |
| 1998年（平成10年） | 3.2                             | 10.0                            | 105.8                           | 119.0                           | 2,723           |                |
| 1999年（平成11年） | 3.1                             | 12.0                            | 105.7                           | 120.8                           | 2,726           |                |
| 2000年（平成12年） | 2.9                             | 11.7                            | 108.0                           | 122.6                           | 2,787           |                |
| 2001年（平成13年） | 2.9                             | 11.0                            | 109.7                           | 123.6                           | 2,785           |                |
| 2002年（平成14年） | 2.7                             | 11.0                            | 108.1                           | 121.8                           | 2,773           |                |
| 2003年（平成15年） | 3.1                             | 11.3                            | 112.2                           | 126.6                           | 2,930           |                |
| 2004年（平成16年） | 3.0                             | 11.1                            | 113.8                           | 127.9                           | 2,966           |                |
| 2005年（平成17年） |                                 |                                 |                                 |                                 |                 |                |
| 2006年（平成18年） |                                 |                                 |                                 |                                 |                 |                |
| 2007年（平成19年） |                                 |                                 |                                 |                                 |                 |                |
| 2008年（平成20年） |                                 |                                 |                                 |                                 |                 |                |
| 2009年（平成21年） |                                 |                                 |                                 |                                 |                 |                |
| 2010年（平成22年） |                                 |                                 |                                 |                                 |                 |                |
| 2011年（平成23年） |                                 |                                 |                                 |                                 |                 |                |
| 2012年（平成24年） | 2.5                             | 8.1                             | 95.9                            | 106.5                           | 2,568           |                |
| 2013年（平成25年） | 2.2                             | 10.2                            | 93.1                            | 105.5                           | 2,509           |                |
| 2014年（平成26年） | 1.9                             | 9.1                             | 95.7                            | 106.7                           | 2,554           |                |
| 2015年（平成27年） | 1.9                             | 10.5                            | 100.1                           | 112.5                           | 2,675           |                |
| 2016年（平成28年） | 1.9                             | 10.8                            | 100.1                           | 112.8                           | 2,683           |                |
| 2017年（平成29年） | 2.4                             | 12.7                            | 102.4                           | 117.5                           | 2,701           |                |
| 2018年（平成30年） | 2.6                             | 14.0                            | 97.8                            | 114.4                           | 2,521           |                |
| 2019年（令和元年） | 2.5                             | 13.8                            | 96.0                            | 112.3                           | 2,472           |                |
| 2020年（令和2年）  | 2.1                             | 11.5                            | 37.9                            | 51.5                            | 1,083           |                |

鉄道統計年報運輸成績表（国土交通省）・運輸要覧（中国運輸局）より抜粋。

### 収入実績
智頭線の収入実績を下表に記す。
表中、収入の単位は千円。数値は年度での値。表中、最高値を赤色で、最高値を記録した年度以降の最低値を青色で、最高値を記録した年度以前の最低値を緑色で表記している。
| 年度別収入実績     | 年度別収入実績          | 年度別収入実績          | 年度別収入実績          | 年度別収入実績          | 年度別収入実績          | 年度別収入実績          | 年度別収入実績     | 年度別収入実績   | 年度別収入実績 |
| 年度               | 旅客運賃収入：千円/年度 | 旅客運賃収入：千円/年度 | 旅客運賃収入：千円/年度 | 旅客運賃収入：千円/年度 | 旅客運賃収入：千円/年度 | 旅客運賃収入：千円/年度 | 運輸雑収 千円/年度 | 総合計 千円/年度 | 営業 係数      |
| ------------------ | ----------------------- | ----------------------- | ----------------------- | ----------------------- | ----------------------- | ----------------------- | ------------------ | ---------------- | -------------- |
| 年度               | 通勤定期                | 通学定期                | 定期計                  | 定期外                  | 手小荷物                | 合計                    | 運輸雑収 千円/年度 | 総合計 千円/年度 | 営業 係数      |
| 1994年（平成6年）  | 1,518                   | 1,778                   | 3,296                   | 219,974                 | 0                       | 223,270                 | 133,459            | 356,729          |                |
| 1995年（平成7年）  |                         |                         |                         |                         |                         |                         |                    |                  |                |
| 1996年（平成8年）  |                         |                         |                         |                         |                         |                         |                    |                  |                |
| 1997年（平成9年）  |                         |                         |                         |                         |                         |                         |                    |                  |                |
| 1998年（平成10年） | 8,775                   | 16,753                  | 25,528                  | 1,443,369               | 0                       | 1,468,897               | 1,391,393          | 2,860,290        |                |
| 1999年（平成11年） |                         |                         |                         |                         |                         |                         |                    |                  |                |
| 2000年（平成12年） |                         |                         |                         |                         |                         |                         |                    |                  |                |
| 2001年（平成13年） |                         |                         |                         |                         |                         |                         |                    |                  |                |
| 2002年（平成14年） |                         |                         |                         |                         |                         |                         |                    |                  |                |
| 2003年（平成15年） |                         |                         |                         |                         |                         |                         |                    |                  |                |
| 2004年（平成16年） | 4,182                   | 15,320                  | 19,502                  | 1,564,705               | 0                       | 1,584,207               | 1,594,537          | 3,178,744        |                |
| 2005年（平成17年） |                         |                         |                         |                         |                         |                         |                    |                  |                |
| 2006年（平成18年） |                         |                         |                         |                         |                         |                         |                    |                  |                |
| 2007年（平成19年） |                         |                         |                         |                         |                         |                         |                    |                  |                |
| 2008年（平成20年） |                         |                         |                         |                         |                         |                         |                    |                  |                |
| 2009年（平成21年） | 7,503                   | 10,200                  | 17,703                  | 1,291,909               | 0                       | 1,309,612               | 1,619,480          | 2,929,092        |                |
| 2010年（平成22年） |                         |                         | 17,408                  | 1,290,431               | 0                       | 1,307,839               | 1,548,738          | 2,856,577        |                |
| 2011年（平成23年） |                         |                         |                         |                         |                         |                         |                    |                  |                |
| 2012年（平成24年） |                         |                         | 15,443                  | 1,296,493               | 0                       | 1,311,936               | 1,443,525          | 2,755,461        | 93             |
| 2013年（平成25年） |                         |                         | 18,192                  | 1,294,504               | 0                       | 1,312,696               | 1,487,079          | 2,799,775        | 90             |
| 2014年（平成26年） |                         |                         | 14,348                  | 1,286,483               | 0                       | 1,300,831               | 1,453,035          | 2,753,866        | 87             |
| 2015年（平成27年） |                         |                         | 16,852                  | 1,355,198               |                         | 1,372,050               | 1,405,379          | 2,777,429        | 84             |
| 2016年（平成28年） |                         |                         | 17,353                  | 1,344,367               |                         | 1,361,720               | 1,388,168          | 2,749,888        | 86             |
| 2017年（平成29年） |                         |                         | 21,724                  | 1,370,744               |                         | 1,392,468               | 1,401,577          | 2,794,045        | 92             |
| 2018年（平成30年） |                         |                         | 24,630                  | 1,289,000               |                         | 1,313,630               | 1,379,681          | 2,693,311        | 95             |
| 2019年（令和元年） |                         |                         | 24,302                  | 1,261,995               |                         | 1,286,297               | 1,476,724          | 2,763,021        | 92             |

運輸要覧（中国運輸局）より抜粋。

## 使用車両
全線が非電化で、客車列車も運行されないためすべて気動車で運転されている。智頭線は全線にATS-Pのみを採用しているため、同装置が装備されていない車両は入線できない。
- HOT3500形
  - 上郡駅 - 大原駅 -  智頭駅間で、列車番号が720 - 760番台。直通列車は智頭で列車番号が変わる。
- HOT7000系
  - 京都駅・大阪駅 - 鳥取駅・倉吉駅間で、列車番号が50 - 60番台（特急スーパーはくと）。上り・下りともに号数+50。
- JR西日本キハ187系（500番台）[注 4]
  - 岡山駅 - 鳥取駅間で、列車番号が70 - 80番台（1往復は9030番台）（特急スーパーいなば）。上り・下りともに号数+70（1往復は号数+8940）。上郡で列車番号が変わり、進行方向も変わる。
- JR西日本キヤ141系気動車
  - 検測で入線することがある。

## 乗車券
JRの「青春18きっぷ」で乗車することはできないが、通年有効の特別企画乗車券として、「智頭線普通列車1日乗車券」（大人2000円、小児1000円）が発売されている。これは、智頭線内の普通列車が1日乗り降り自由となるきっぷで、上郡駅・大原駅・智頭駅の窓口で発売しているほか、スマートフォン乗車券アプリの「QUICK RIDE」でも購入ができる。なお、列車内での発売はしていないため、無人駅から乗車したい場合や、窓口が営業していない時間から乗車する場合は、「QUICK RIDE」で購入するか、郵送で取り寄せとなる。

## 駅一覧
- ●：停車 ｜：通過
- 普通列車は全駅停車
- 列車交換…∨・◇：列車交換可能 ｜：列車交換不可能

| 駅名           | 営業キロ | 営業キロ | 特急 | 接続路線                  | 線路 | 所在地 | 所在地          |
| 駅名           | 駅間     | 累計     | 特急 | 接続路線                  | 線路 | 所在地 | 所在地          |
| -------------- | -------- | -------- | ---- | ------------------------- | ---- | ------ | --------------- |
| 上郡駅         | -        | 0.0      | ●    | 西日本旅客鉄道： 山陽本線 | ∨    | 兵庫県 | 赤穂郡 上郡町   |
| （岩木信号場） | -        | (3.8)    | ｜   |                           | ◇    | 兵庫県 | 赤穂郡 上郡町   |
| 苔縄駅         | 4.8      | 4.8      | ｜   |                           | ｜   | 兵庫県 | 赤穂郡 上郡町   |
| 河野原円心駅   | 2.6      | 7.4      | ｜   |                           | ◇    | 兵庫県 | 赤穂郡 上郡町   |
| 久崎駅         | 4.8      | 12.2     | ｜   |                           | ◇    | 兵庫県 | 佐用郡 佐用町   |
| 佐用駅         | 5.0      | 17.2     | ●    | 西日本旅客鉄道： 姫新線   | ◇    | 兵庫県 | 佐用郡 佐用町   |
| 平福駅         | 5.3      | 22.5     | ｜   |                           | ◇    | 兵庫県 | 佐用郡 佐用町   |
| 石井駅         | 4.6      | 27.1     | ｜   |                           | ｜   | 兵庫県 | 佐用郡 佐用町   |
| 宮本武蔵駅     | 3.5      | 30.6     | ｜   |                           | ｜   | 岡山県 | 美作市          |
| 大原駅         | 2.6      | 33.2     | ●    |                           | ◇    | 岡山県 | 美作市          |
| 西粟倉駅       | 4.2      | 37.4     | ｜   |                           | ｜   | 岡山県 | 英田郡 西粟倉村 |
| あわくら温泉駅 | 3.2      | 40.6     | ｜   |                           | ◇    | 岡山県 | 英田郡 西粟倉村 |
| 山郷駅         | 6.6      | 47.2     | ｜   |                           | ｜   | 鳥取県 | 八頭郡 智頭町   |
| 恋山形駅       | 2.8      | 50.0     | ｜   |                           | ◇    | 鳥取県 | 八頭郡 智頭町   |
| 智頭駅         | 6.1      | 56.1     | ●    | 西日本旅客鉄道： 因美線   | ◇    | 鳥取県 | 八頭郡 智頭町   |

上郡駅・大原駅・智頭駅は智頭急行の直営駅、その他の駅は無人駅である。